# عادل الحسني
عادل سالم ناصر موفجة الجعمي الحسني ويُعرف اختصارًا بـ عادل الحسني (من مواليد مدينة مودية في محافظة أبين عام 1983) هو قيادي بتنظيم القاعدة الارهابي في جزيرة العرب ويتركز نشاطه في ابين اليمنية.

## الحياة المُبكّرة والتعليم
وُلد عادل في مدينة مودية باليمن وترعرعَ هناك. تلقّى تعليمه الابتدائي في «مدرسة الشهيد القريبي» المحليّة ثم انتقل إلى «مدرسة الشهيد جواس». عمل عادل في مجال الخطابة والدعوة ضمن مساجد السلفية التي اعتنقَ فكرها وسافرَ إلى مدينة دماج لعدة أشهر بغرضِ الخطابة في المساجد وغيرها.

## المسيرة العسكريّة

### البداية
التحقَ عادل الحسني في البداية بسلك الشرطة حيثُ أصبح جنديًا ضمن جنود أمن محافظة حضرموت الوادي. اكتسبَ بعض الشهرة بعدما استعانَ بهِ أحمد الميسري محافظ أبين في التواصل مع الشخصية القبلية والاجتماعية في قبيلة دثينة التي كانت تشهدُ حربًا مع تنظيم القاعدة آنذاك.

### الحرب الأهلية اليمنية
برزَ عادل الحسني عام 2015؛ وبالضبطِ بعد شهورٍ من اندلاع الحرب الأهلية اليمنية حيثُ عٌيّن كقائدٍ لجبهة المنطقة الوسطى وارتبطَ بعلاقة وُصفت بـ «الوطيدة» معَ المملكة العربية السعودية خاصّة بعد تدخل الأخيرة عسكريًا في اليمن في إطار ما عُرف باسمِ عاصفة الحزم من أجلِ استعادة الشرعية في العاصمة صنعاء.
كان عادل الحسني دائم الزيارة للرياض؛ قبل أن يُعتقل على يدِ ميليشيا الحزام الأمني الناشطة في الجنوب وزُجّ بهِ في السجن لسنتين دون محاكمة. أُطلق سراحه في وقتٍ لاحق؛ فغادر عادل اليمن صوب بلادٍ أخرى. في كانون الأول/ديسمبر 2018؛ ظهرَ الحسني على قناة الجزيرة في برنامج «بلاد حدود» وفيهِ تحدث عن اعتقالهِ في سجون الإمارات المُستحدثة بمدينة عدن وحالات التعذيب هناك كما كشفَ معلومات حول «خفايا الدور الإماراتي في جنوبِ اليمن» فضلًا عن فتحهِ لملف الاغتيالات.

## انتقادات
نقلت وسائل إعلام إماراتيّة عن مصادر قولها إنّ عادل الحسني قيادي في تنظيم القاعدة بمحافظة أبْين ولا علاقة لهُ بالمقاومة الجنوبية فيما قالت مصادر أخرى إن عادل عضوٌ في حزب الإصلاح الذي يُعتبر فرع جماعة الإخوان المسلمون في اليمن. في السياق ذاته؛ ومباشرةً بعد ظهور عادل الحسني على قناة الجزيرة القطريّة خرجَ نائب رئيس المجلس الانتقالي الجنوبي هاني بن بريك – المُتهم هو الآخر بالوقوف وراء عددٍ من عمليات الاغتيال في عدن – لينفي أي علاقة للحسني بالمقاومة الجنوبية؛ واصفًا إيّاهُ أيضًا «بالقيادي في تنظيم القاعدة».